# Landmark 81
Landmark 81 est un gratte-ciel situé à Hô Chi Minh-Ville au Vietnam. Il a été développé par Vinhomes, le plus grand promoteur immobilier vietnamien. Landmark 81 occupe la position du plus haut bâtiment du Vietnam, du deuxième plus haut bâtiment d'Asie du Sud-Est, ainsi que du dix-huitième plus haut bâtiment du monde.
Le bâtiment est haut de 461,2 mètres et comprend 81 étages. Il est situé sur la rive ouest de la rivière de Saïgon, dans le district de Binh Thanh, au nord du centre historique d'Hô Chi Minh-Ville et au sud immédiat du pont de Saigon. Cette tour est construite au cœur de Vinhomes Central Park, une zone urbaine haut de gamme à usage mixte, comprenant un hôtel et centre de conférence, des appartements de luxe, des espaces commerciaux haut de gamme, des restaurants, des bars et une terrasse d'observation à plusieurs étages.

## Présentation
Les travaux de construction ont débuté le 13 décembre 2014 et Landmark 81 a été inauguré le 26 juillet 2018.
La hauteur initiale prévue de l'immeuble était de 350 mètres, mais des modifications ultérieures ont porté finalement sa hauteur à 461 mètres.

## Construction
Les constructions ont débuté en décembre 2014. En octobre 2017, la construction a atteint le 69e étage avec une hauteur de 270 mètres, dépassant ainsi la tour tour financière Bitexco pour devenir le plus haut bâtiment de Ho Chi Minh-Ville. En janvier 2018, la construction de tous les étages était terminée. Enfin en avril 2018, le dernier segment de la flèche de la couronne a été ajouté, complétant le Landmark 81.
La base du bâtiment, qui s'étend sur 6 étages avec une superficie totale de 50 000 m2, a été inaugurée le 27 juillet 2018 pour marquer le 25e anniversaire de la société mère de son propriétaire, Vingroup. La plate-forme d'observation, nommée Skyview, a ouvert ses portes le 28 avril 2019. Cette plate-forme, s'étendant du 79e étage au 81e étage à 382,65 m, est actuellement la plus haute plate-forme d'observation du Vietnam.

## Répartition des étages
La tableau suivant indique la répartition des étages.
| Étage       | Usage                                                             |
| ----------- | ----------------------------------------------------------------- |
| 79–81       | Plate forme d'observation                                         |
| 78          | Étage technique                                                   |
| 72-77       | Restaurants, club, café & bars                                    |
| 47-71       | Hôtel Vinpearl Landmark 81 - Autograph Collection hotel           |
| 42–46       | Appartements privés                                               |
| 46H         | Étage technique                                                   |
| 6–20; 22-41 | Appartements privés                                               |
| 21          | Étage technique                                                   |
| 4-5         | Espace d'entrée des appartements, centre commercial Vincom Center |
| B1–3        | Centre commercial Vincom Center mall, cinema, patinoire           |
| B2          | Centre de conférence Vinpearl Landmark 81                         |
| B2–B3       | Parkings                                                          |

## Liens
- Liste des plus hauts gratte-ciel du monde
- Liste des plus hauts bâtiments du Viêt Nam